# Anzelm Eysmont
Anzelm Eysymontt herbu Korab (1762 – Siemianówka 1 maja 1825), prezydent sądów grodzieńskich, syn Kazimierza.

## Sprawowane urzędy
- Regent grodzieński 1784-1794
- Pisarz ziemski grodzieński 1792-1795
- Sędzia ziemski grodzieński 1793[1][2]

## Życiorys
Urodził się zapewne w Burniewie. Był bratankiem Jerzego, kanonika inflanckiego i Krzysztofa, mostowniczego grodzieńskiego i namiestnika petyhorskiego. Od dzieciństwa wraz ze starszym bratem Atanazym (1761-1832), pułkownikiem powiatu grodzieńskiego, przygotowywany do pełnienia funkcji publicznych. Już w 1784 zostaje regentem w izbie podkomorskiej powiatu grodzieńskiego, blisko współpracując z Aleksandrem Michałem, podstarościm grodzieńskim i Maciejem Tadeuszem, stolnikiem grodzieńskim. W latach 1786–94 był regentem ziemskim grodzieńskim i komornikiem tego powiatu. 

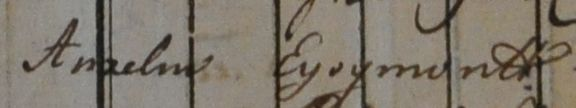
Podpis Anzelma Eysymontta z Rewizji Powiatu Grodzieńskiego z 1789 roku

Był głównym koordynatorem Rewizji Grodzieńskiej w roku 1789 nakazanej przez Sejm. Współpracował też z Komisją Porządkową powołaną przez Sejm w 1789 roku. W dn. 14.02.1792 składa podpis na Instrumencie Delegacyjnym grodzieńskim jako regent ziemski i komornik grodzieński; był asesorem tegoż sejmiku. W 1794 wybrany pisarzem ziemskim (z racji pełnionych wcześniej urzędów został konsyliarzem Konfederacji Targowickiej - o czym pisze w liście do Komisji Porządkowej w 1794 roku). Po wybuchu Insurekcji Kościuszkowskiej ściśle współpracuje z Komisją Porządkową Powiatu Grodzieńskiego, której staje się członkiem. Po upadku Powstania i ostatecznym rozbiorze, pozostaje w strukturach sądowniczych. Od 1797 roku jest sędzią grodzkim grodzieńskim, a w roku 1800 zostaje Prezydentem Sądów Grodzkich, którą to funkcję sprawuje aż do 1815 roku, kiedy przechodzi w stan spoczynku. W 1813 obrany chorążym powiatu grodzieńskiego..
Zmarł w Siemianówce 1 maja 1825 roku. W metryce pogrzebowej pisany jako były Chorąży Powiatu Grodzieńskiego. Pochowany został na cmentarzu parafialnym w Krynkach 3 maja 1825 roku.
Z dóbr rodzinnych otrzymał Siemionówkę w parafii Kryńskiej, którą objął po śmierci stryja w 1790 roku. Był też właścicielem Kulików, w parafii ejsmontowskiej.

## Rodzina
Należał do linii rodu o przydomku Kozłowicze. Poślubił 13.05.1794 Anielę z Kłanickich Glindziczową (1762-1812), wdowę po Józefie Glindziczu, rotmistrzu Grodzieńskim, córkę Józefa Kłanickiego, miecznika grodzieńskiego, a następnie 6.01.1814 Józefę Bylczyńską (1790-1862). Z pierwszego małżeństwa miał córkę Teklę (1801-1835), poślubioną Antoniemu Bylczyńskiemu (1774-1835), sekretarzowi i komornikowi gubernskiemu w Guberni Grodzieńskiej oraz syna Jana Aureliana (1803-1842), sędziego granicznego grodzieńskiego, właściciela majątku Cydziki w par. Wielkie Ejsymonty, ożenionego z Salomeą Zaleską (ur. 1816), skarbniczanką grodzieńską, z okolicy Żukiewicze. Z drugiego małżeństwa córka Amelia Felicja (1816-1908), dziedziczka Siemianówki i Ostapkowszczyzny, wniosła te dobra Rudolfowi Montowiczowi, rotmistrzowiczowi trockiemu, deputatowi wywodowemu grodzieńskiemu.